# Brendan O’Brien (biskup)
Brendan Michael O’Brien (ur. 28 września 1943 w Ottawie) – kanadyjski duchowny katolicki, arcybiskup Kingston w latach 2007–2019.

## Życiorys
Święcenia kapłańskie otrzymał 1 czerwca 1968 i inkardynowany został do archidiecezji Ottawa.
6 maja 1987 otrzymał nominację na biskupa pomocniczego Ottawy ze stolicą tytularną Numana. Sakry biskupiej udzielił mu 29 czerwca 1987 abp Joseph-Aurèle Plourde. 5 maja 1993 mianowany biskupem diecezji Pembroke. Od 4 grudnia 2000 był arcybiskupem metropolitą Saint John’s. W latach 2003–2005 był przewodniczącym Konferencji Episkopatu Kanady.
1 czerwca 2007 papież Benedykt XVI mianował go arcybiskupem metropolitą Kingston.
28 marca 2019 przeszedł na emeryturę.